# Ligula (Octopodidae)

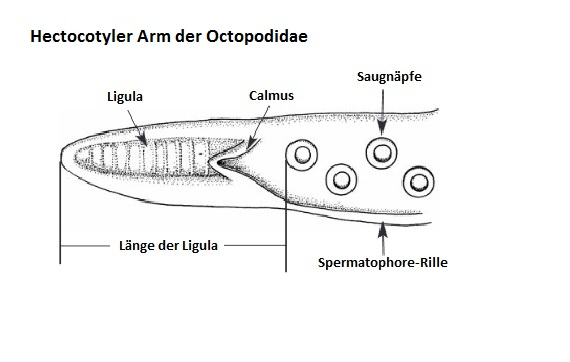
Hectocotyler Arm eines Octopodidae

Die Ligula ist eine Anschlussstruktur an der Spitze des Hectocotylus bei den meisten Arten der Familie Octopodidae.

## Merkmale
Die Form der Ligula unterscheidet sich zwischen den einzelnen Arten und ist meist spatel- oder löffelförmig. Sie befindet sich an der Spitze des hectocotylen Armes der Männchen. Sie wird während der Begattung in den Eileiter des Weibchens eingeführt und überträgt die Spermatophoren, die auf dem Hectocotylus in Form von Spermienhaufen liegen. Durch eine Rille auf dem hectocotylen Arm gelangen die Spermatophoren von dem Terminalorgan, welches innerhalb der Mantelhöhle liegt, zur Ligula. An der Basis der Ligula befindet sich der Calamus. Dies ist ein konischer Papillus oder Fortsatz des Arms, nahe benachbart außen (distal) des letzten Saugnapfes, an der Ausmündung der Spermienrinne.